# Stactobia kudung
Stactobia kudung är en nattsländeart som beskrevs av Wells och Huisman 1993. Stactobia kudung ingår i släktet Stactobia och familjen smånattsländor. Inga underarter finns listade i Catalogue of Life.